# Подсосенная
Подсосенная — деревня в Шенкурском районе Архангельской области. Входит в состав муниципального образования «Верхопаденьгское».

## География
Деревня расположена в южной части Архангельской области, в таёжной зоне, в пределах северной части Русской равнины, в 70 километрах на юг от города Шенкурска, на правом берегу реки Паденьга, притока Ваги. Ближайшие населённые пункты: на северо-западе деревня Остахино, на юго-востоке деревня Погорельская.
Часовой пояс
Подсосенная, как и вся Архангельская область, находится в часовой зоне МСК (московское время). Смещение применяемого времени относительно UTC составляет +3:00.

## Население
| 2002 | 2010 | 2012 |
| ---- | ---- | ---- |
| 45   | ↘23  | ↗26  |

## История
Указана в «Списке населённых мест по сведениям 1859 года» в составе Шенкурского уезда(1-го стана) Архангельской губернии под номером «2045» как «Подъюсенская». Насчитывала 3 двора, 18 жителей мужского пола и 20 женского.
В «Списке населенных мест Архангельской губернии к 1905 году» деревня Подсосенная(Песокъ) насчитывает 4 двора, 5 мужчин и 5 женщин.  В административном отношении деревня входила в состав Паденгского сельского общества Устьпаденгской волости.
В марте 1918 года Остахинская волость выделилась из состава Паденгской и деревня Подсосенная оказалась в составе новой Остахинской волости, Остахинского сельского общества.На 1 мая 1922 года в поселении 10 дворов, 19 мужчин и 34 женщины.